# Leland L. Jones
Leland L. Jones (Kansas City, Missouri, 28 de Novembro de 1968) é um ator estadunidense.

## Filmografia

### Televisão
- 2002 The Locket como Det. Ross
- 1999 Funny Valentines como Rev. Watts
- 1999 Selma, Lord, Selma como Rev. Brook
- 1998 Mama Flora's Family como Deacon Sanford
- 1997 Kenan & Kel como William Buckman III

### Cinema
- 2007 Daddy's Little Girls como Delegado
- 2006 Broken Bridges como Gerente do Clube
- 2005 The Gospel como Rev. Isaac Windston
- 2001 Domestic Disturbance como Treinador Mark
- 2001 Rustin como Hudson Kane
- 2000 The In Crowd como Fotógrafo
- 1999 The Waterproof como Rev. Ferris Grouse
- 1998 Moving Out como Ed Kinehaus
- 1998 Nandi como Charles Moreau